# Вулиця Гілеля
Вулиця Гіле́ля (івр. רחוב הלל, рехов «Гілель») — одна з центральних вулиць Єрусалиму. Вона з'єднує вулицю Короля Георга з невеликою вулицею Бен-Сіра і районом Маміла і проходить паралельно вулиці Бен-Єгуда. Нижня частина дороги проходить між Парком Незалежності і районом Нахалат-Шива.
Вулиця названа на честь Гілеля Старшого, а паралельна їй вулиця називається Шамай (на честь Шамая Старшого). Більшість будівель на вулиці датуються періодом британського мандату та відповідають архітектурному стилю того часу.
Вулиця розташована у діловому районі. Є магазини, кафе, паби та офісні будівлі. На вулиці розташовані перші два оригінальні кафе Aroma Espresso Bar і кафе «Гілель» (отримало назву від вулиці).
Серед визначних будівель на вулиці:
- Готель «Еден», колишні офіси Банку Ізраїлю, а тепер — Міністерство абсорбції іммігрантів;
- Готель «Єрусалимська вежа» (Міґдаль Єрушалаїм);
- Італійська синагога[2] та музей італійського єврейського мистецтва імені Умберто Нахона;
- Бейт Аґрон,[3] де розміщуються офіси іноземної преси уряду.

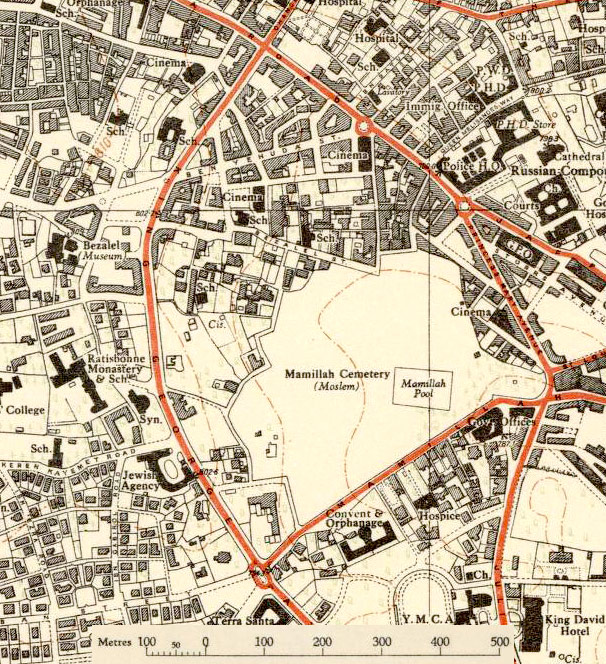
Карта центрального Єрусалиму 1946 року, вулиця Гілель спочатку була частиною вулиці Бецалель
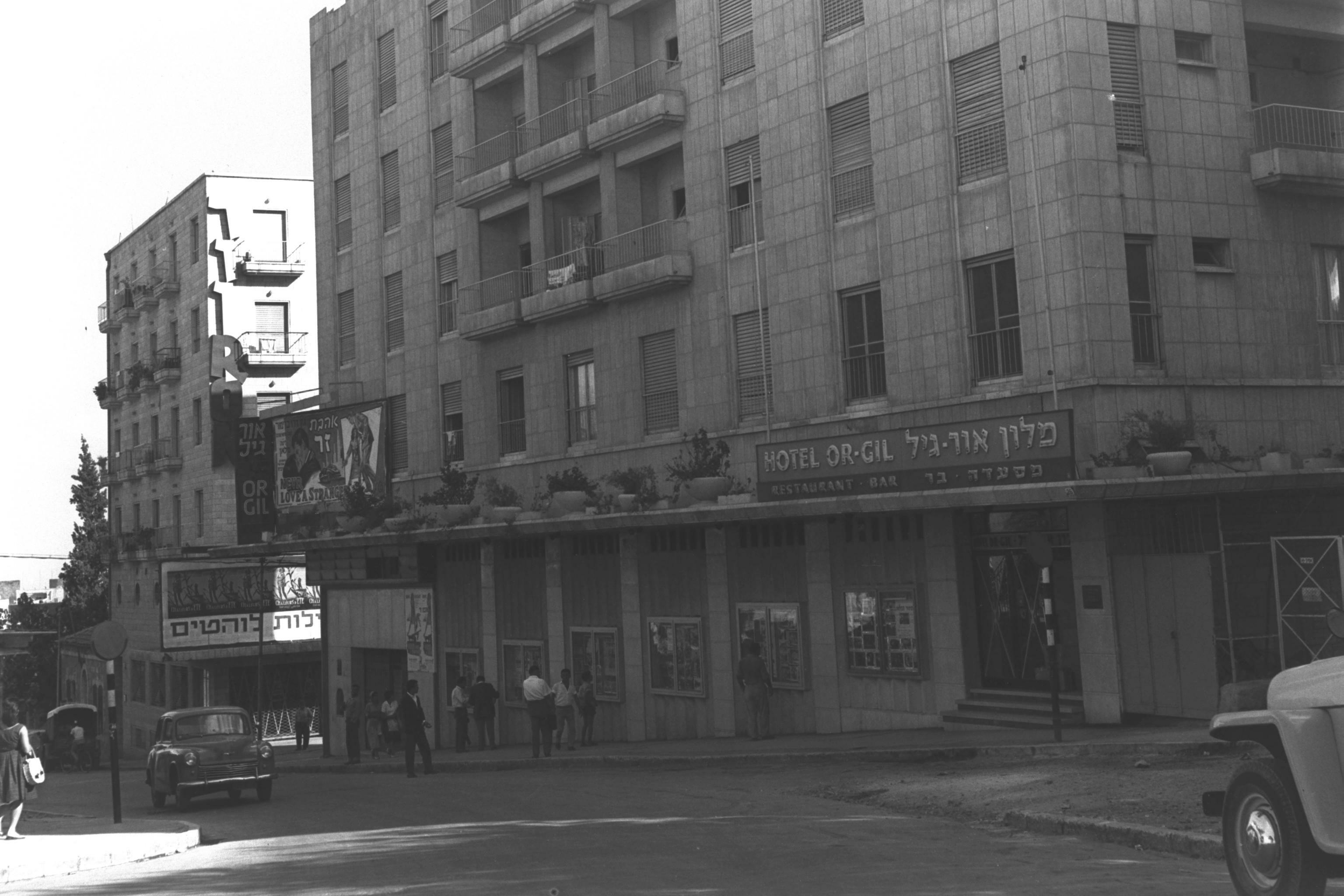
Кінотеатр «Ор-Ґіль» (вхід зліва на фото), нижче по вулиці — кінотеатр «Рон» з постером фільму «Гарячі піски» (1960)
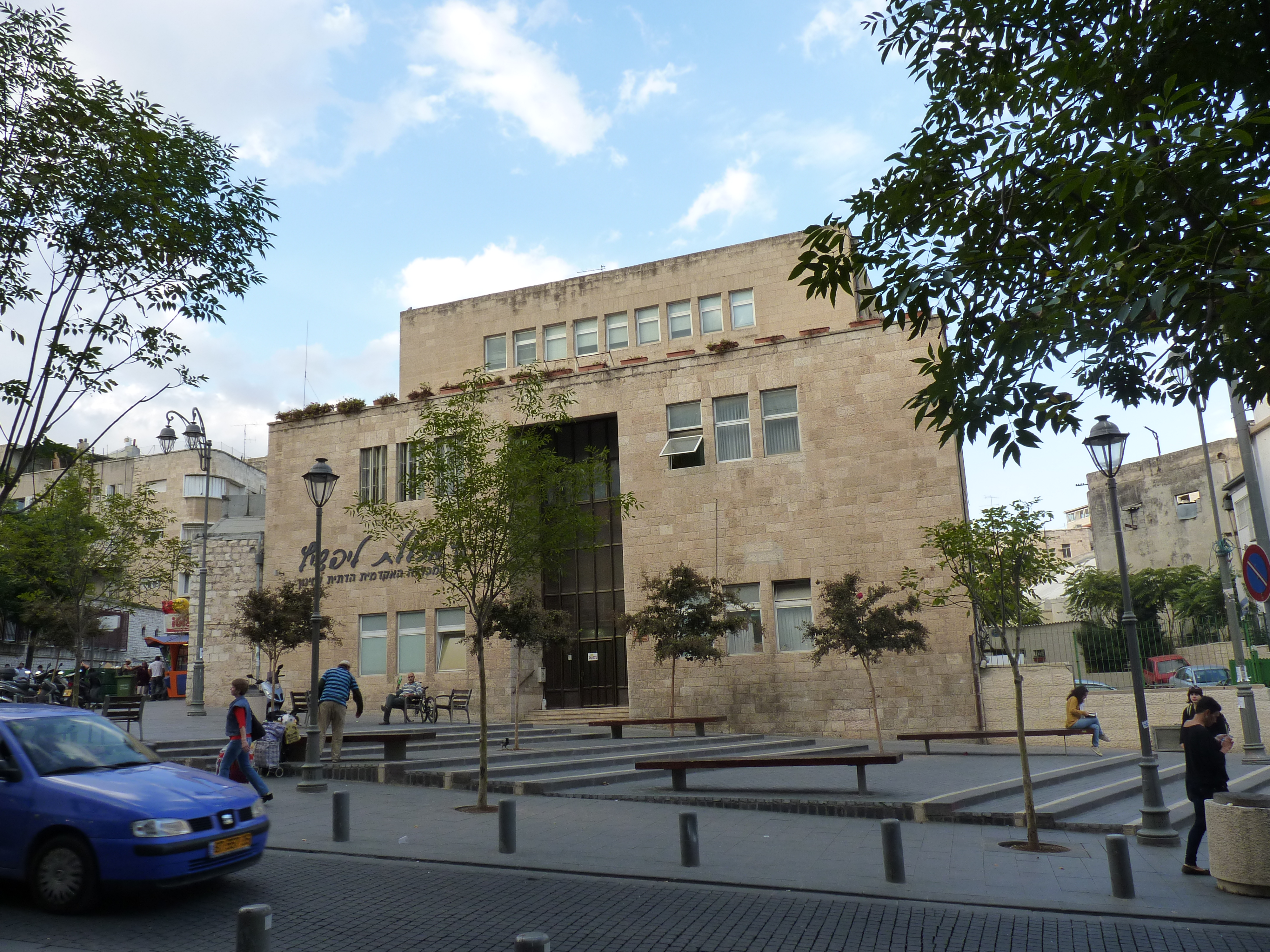
Будинок коледжу Ліфшица

## Виноски
1. 1 2  The Rough Guide to Jerusalem (1999). Архів оригіналу за 21 лютого 2022. Процитовано 21 лютого 2022.
2. ↑  Heritage Quest (1985). Архів оригіналу за 21 лютого 2022. Процитовано 21 лютого 2022.
3. ↑  Foreign News By Ulf Hannerz, Anthont T. Carter. Архів оригіналу за 21 лютого 2022. Процитовано 21 лютого 2022.